# Schwimmende Tauchwand

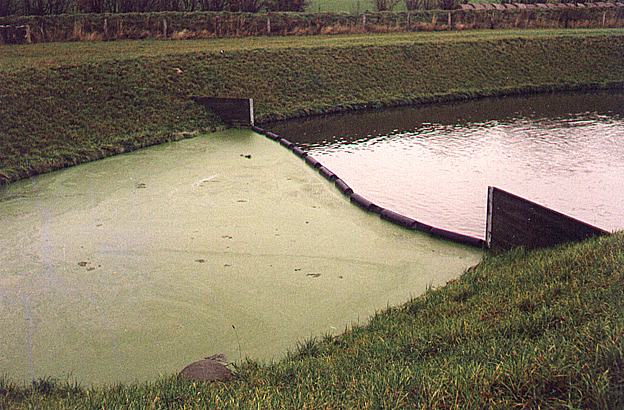
Bauweise mit Uferwand aus Holz

Eine Schwimmende Tauchwand wird im Wasserbau eingesetzt und dient als Leichtstoffabscheider. Sie hält alle Stoffe zurück, die auf der Wasseroberfläche schwimmen und passt sich an unterschiedliche Wasserstände an. Sie kommt überall dort zum Einsatz, wo eine fest mit der Uferböschung verankerte Bauweise möglich ist. Im deutschen Straßenbau ist der Einbau eines Leichtstoffabscheiders in Regenrückhaltebecken durch Baugesetzgebung geregelt.

## Funktionsweise

Funktionsweise bei Pegelhub

Bauweise in fließendem Gewässer

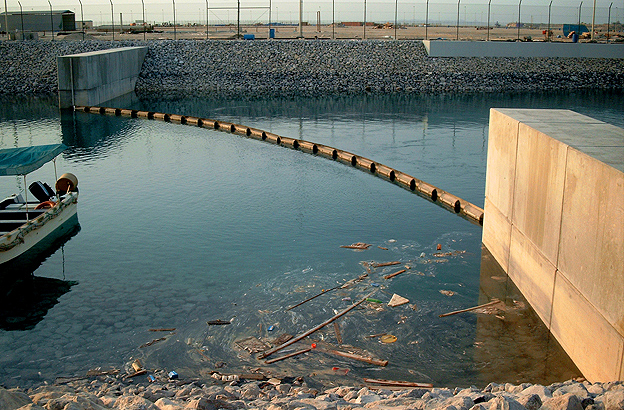
Bauweise mit Uferwand aus Beton

Zwei Böschungswände, die meist aus stabilen Holzbohlen oder Betonmauern bestehen, werden durch schwimmende Kunststoffelemente verbunden. Diese passen sich durch Laufschienen flexibel an den jeweiligen Wasserstand an. Bei steigendem Wasserstand vergrößert sich der Durchlass unter der Sperre. Wasser kann in gleichmäßig geringer Geschwindigkeit abfließen. Öl oder Treibgut wird an der Oberfläche durch Schwimmkörper zurückgehalten. Die Böschungswände der Schwimmenden Tauchwand werden meist versetzt zur Fließrichtung des Gewässers installiert. So wird bestimmt, wo sich das Treibgut sammelt. Es kann an einer Sammelstelle meist einfacher abgeschöpft werden. Eine Schwimmende Tauchwand übernimmt etwa 20 Jahre lang wartungsfrei ihre Aufgabe.

## Geschichte
Nach dem Wiederaufbau Deutschlands und der sich entwickelnden Industriewirtschaft stieg auch das Bewusstsein für den Umweltschutz. Industrie- und Tankerhäfen wurden für den Notfall mit einer Ölwehr ausgerüstet. Sie konnte im Einsatz per Boot schwimmende Ölsperren um eine Gefahrenstelle legen. Ein zeitaufwändiges und personalintensives Verfahren. Etwa um 1960 wurde die Auflage im deutschen Straßenbau festgeschrieben, Leichtstoffabscheider in Regenrückhaltebecken zu installieren. Vielfach wurden vorhandene Teiche und Wassermulden als Pufferspeicher genutzt. Sie mussten mit Leichtstoffabscheidern versehen werden. Die bereits eingesetzten schwimmenden Ölsperren wurden mit festen Uferwänden kombiniert. Dieses Verfahren erwies sich als einfacher, die bereits mit Wasser gefüllte Becken mit Leichtstoffabscheidern zu versehen.